# Tregua di Adrianopoli (1547)
La tregua di Adrianopoli, prese il nome dalla città ottomana Adrianopoli (oggi Edirne) e fu firmata tra Carlo V e Solimano il Magnifico. Attraverso questo trattato, Ferdinando I d'Austria e Carlo V riconobbero all'Impero ottomano il controllo totale sull'Ungheria, e accettarono di pagare agli Ottomani, ogni anno, 30 000 fiorini d'oro per i loro possedimenti in Ungheria settentrionale e occidentale. Il trattato venne firmato a seguito di importanti vittorie ottomane in Ungheria, come l'assedio di Esztergom.